# Giurgeni–Vadu Oii híd
A Giurgeni–Vadu Oii híd (románul: Podul Giurgeni-Vadu Oii) 2×2 sávos közúti Duna-híd Romániában, Giurgeni (Ialomița megye) és Vadu Oii (Constanța megye) között, a folyó 238 folyamkilométerénél. 1966 és 1970 között épült, a Bukarest és Konstanca közötti DN2A főút (E60 európai út) számára. A Brăilai híd 2023-as elkészültéig a torkolathoz legközelebbi híd volt a Dunán.

## Történelem
A Munténia és Dobrudzsa közötti kapcsolatot biztosító Duna-híd létesítésének kérdése a 19. század eleje óta napirenden volt Romániában. Több helyszín felmerült, köztük a Giurgeni–Vadu Oii kapcsolat is. Az 1915-ben és 1942-ben végzett tanulmányokat követően a híd szükségessége a második világháború után vált sürgetővé, a gazdasági fejlődés és a fekete-tengeri turizmus fellendülése miatt. Giurgeni és Vadu Oii között, a Duna dobrudzsai szakaszának egyetlen pontján, ahol egy mederben folyik, 1960–1961-ben végezték el a tervezést megalapozó részletes hidrológiai, hidrográfiai, topográfiai és geotechnikai vizsgálatokat.
A híd 1966 és 1970 között épült, a bukaresti IPTANA (Institut de Proiectări pentru Transporturi Auto, Navale și Aeriene, magyarul Közúti, Hajózási és Légiközlekedési Tervező Intézet) tervei szerint, az Út-, Híd-, Kikötő- és Repülőtér-építő Tröszt kivitelezésében. A mederhidat a parton összeállított öt, egyenként 91–218 m hosszú és 568–1678 t tömegű szerelési egységből építették fel, melyeket úsztatással, majd emeléssel juttattak a helyükre. A pillérek alapozását 45–54 m mélységig lehajtott 1,95 m átmérőjű acélcsövek biztosítják. A parti hidak helyszínen előregyártott vasbeton tartókkal készültek. A hídfők és parti hidak alapozásához 0,88 m átmérőjű fúrt cölöpöket használtak.
Az 1977-es és 1990-es földrengések nem tettek benne kárt.

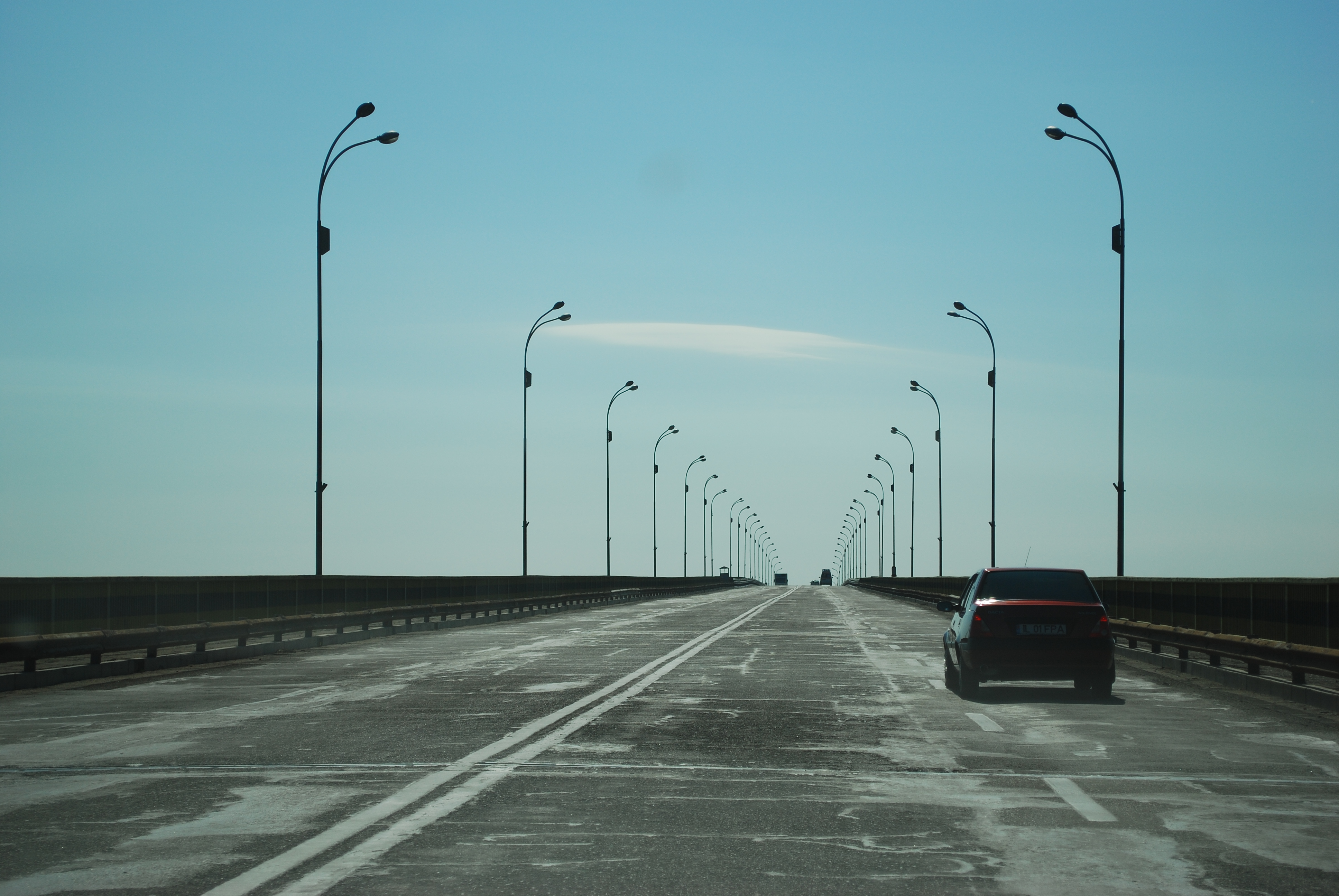
A híd 2×2 sávos útpályája

## Jellemzők
„A mederhíd folytatólagos, változó magasságú, hegesztett acéltartó, ortotrop pályaszerkezettel.” A 720 m hosszú tartó egyedülálló Romániában. Három 160 m-es középső és két 120 m-es szélső nyílással épült. A hajózási szabad magasság 20 m.  A DN2A főút (E60 európai út) 2×2 sávos közúti forgalma 13,8 méter széles útpályán bonyolódik, melyet irányonként 1,5 m széles járda egészít ki.
A parti hidak 46 m hosszú feszített vasbeton tartókkal készültek, 8–8 nyílással. A híd teljes hossza 1456 m.

## Útdíj
A hídon gépjárművel történő áthajtásért a CNAIR (Compania Națională de Administrare a Infrastructurii Rutiere, magyarul Országos Közútiinfrastruktúra-kezelő Társaság) járműkategóriánként megállapídott útdíjat szed.